# پیاز کویری
پیاز کویری (نام علمی: Allium bungei) نام یکی از گونه‌های سردهٔ والک  است. ارتفاع گیاه ۱۰ تا ۲۰ سانتیمتر است. دو برگ تقریباً متقابل آن بیش از ۱ تا ۲ میلی‌متر عرض نداشته و قطعات گلپوش سفید این گونه به طول ۵ تا ۶ میلی‌متر است که سرتاسر رگهٔ میانی این قطعات به رنگ ارغوانی متمایل به قهوه‌ای است. میلهٔ پرچم ساده و بدون دندانه‌است. این گونه در استپ‌های خشک مرکزی ایران می‌روید. زمان گل‌دهی در فروردین و اردیبهشت ماه‌است.